# Snellen-tavle
En snellen-tavle (opkaldt efter Hermann Snellen (1834-1908)) er den tavle, som en læge bruger, når der skal foretages en synstest. Den er forsynet med bogstaver, som er størst foroven og bliver mindre og mindre nedad på tavlen. Til brug for børn er tavlen også lavet med tegninger i forskellig størrelse.
| Lægevidenskab | Spire Denne artikel om lægevidenskab er en spire som bør udbygges. Du er velkommen til at hjælpe Wikipedia ved at udvide den. |